# Y aquí estoy
«Y aquí estoy» es una canción de la cantautora mexicana Fey, publicada como primer sencillo de su sexto álbum Faltan lunas en junio del 2006, a través de la compañía discográfica EMI Music. La canción también fue incluida en el compilado Best of (2007) y la edición japonesa de Faltan lunas (2007). «Y aquí estoy» resultó ser un cover de la cantante sur coreana Mink, quien la diera conocer con el nombre «One suitcase» —en español: «Una maleta»— y fuera promocionada por Mink en Japón y Estados Unidos con moderado éxito. En la contraportada del sencillo de «Y aquí estoy» profesa como autores Vincent de Giorgio y Lundberg y su adaptación al español estuvo en manos de Ángela D. y S. Rivas. Con un inicio eletrodance, «Y aquí estoy» se torna oscura de una manera progresiva, con aires fríos denotados por la letra de la canción.       
Pese a ser el regreso de Fey, «Y aquí estoy» no colmo expectativas en listados musicales. Esta también es la canción que más rápido hace desaparecer a la cantante de los medios como en el canal musical Ritmoson Latino en donde su videoclip rápidamente sale de su programación. Por cuestiones de promoción, Fey interpretó «Y aquí estoy» en conciertos organizados por radios locales de su país y en ciertos programas televisivos. Se especuló de una versión en inglés interpretada por Fey, pero no se concretó por las bajas ventas del álbum.

## Antecedentes y estilo musical
Mink estrenó «Beautiful» junto con «One suitcase». Este sería un maxisingle publicado el 5 de octubre de 2005. Los temas tuvieron repercusión en Japón y se llegaron a escuchar en Estados Unidos. Fey comentó que escuchó el tema en su versión japonesa «別れの朝 | Wakarenoasa» —en español: «Mañana de despedida»— y aunque esta no entendiera nada, le dio una especie de corazonada y decidió tomarla para su entonces nuevo álbum.   
«Y aquí estoy» es una balada en donde el dance y la música electrónica toman vital importancia. El groove se potencia intensamente en los coros de la canción impulsando al baile, pese a que sus estrofas se tornan sumisas. A comparación de la versión de Mink, la de Fey hace resaltar que tanto la canción como el disco tendrán un ambiente fiestero y de baile.

## Recepción

### Crítica
«Y aquí estoy» tenía la labor de re-insertar a Fey en el mercado musical latino. El lanzamiento del álbum impacto nuevamente en México y Centroamérica, pero al parecer fue errónea la elección de esta canción como primer sencillo, ya que no se ubicó en listas musicales ni en México ni en otros países.  
Fey tras el fallo de «Y aquí estoy» abandona la promoción de Faltan lunas, pese a que el disco halla generado buenas críticas y estaba ubicado como uno de los mejores en su carrera. La página española The Dreamers critica a la canción de ser cien por ciento electrónica y que capaz le abra otros rumbos a Fey.        

### Logro comercial
Evidentemente «Y aquí estoy» no obtuvo buen rendimiento en listas musicales. Gracias a las descargas digitales logró ingresar al Top 10 mexicano en la ubicación siete por una semana, luego cayo estando pocas semanas, saliendo del listado. Increíblemente, cuando se hizo la publicación de Faltan lunas a nivel internacional en el mes de agosto «Y aquí estoy» se posicionó en los primeros lugares de Colombia. 
Gracias a la promoción del disco por ciertas radios locales mexicanas, «Y aquí estoy» pudo ser interpretada por Fey en vivo. Igualmente Fey visitó los programas de Otro rollo en México e internacionalmente El Show de Cristina (donde fue entrevistada junto a su madre) y Sábado gigante (EE.UU) en el 2006.

## Videoclip
«Y aquí estoy» fue rodado en un antro de Argentina. Julieta Almada dirigió el vídeo, el que consto en mostrar a Fey de manera madura a comparación de anteriores trabajos. En él, Fey tiene una fuerte discusión con su pareja cuando están viajando en un auto. En eso sucede un accidente con el vehículo, accidente el cual Fey aprovecha para abandonar el auto y sin rumbo alguno encuentra y se sumerge en un antro. El vídeo se torna en un ambiente festivo, todo lo contrario a la letra de la canción. En el vídeo se aprecia a Fey cantando la canción en pasillos, bailando desenfrenadamente en los coros sin importarle el lugar el cual esta. 
El vídeo de «Y aquí estoy» toca temas sociales, los cuales se ven en las imágenes como la homosexualidad y el bisexualismo. También identifica la cultura popular como los bailes derivados del free step y la inclusión de Djs. En cuanto a moda, Fey prefirió dejarse llevar por lo que se usaba en ese momento, aunque decidió anexar algunas cosas como alhajas brillantes, el uso de corsés que ayudan a sujetar largas capas, así como el uso de la tiara que el grupo LGBT le obsequio en el 2005.

## Formatos
| Sencillo de CD y descarga digital |                |          |  |
| N.º                               | Título         | Duración |  |
| 1.                                | «Y aquí estoy» | 4:13     |  |

## Posición en listas
| Listas radiales (2006) | Posición más alta |
| ---------------------- | ----------------- |
| México                 | 7                 |
| Colombia               | 1                 |
| Venezuela              | 8                 |